# Culicoides parroti
Culicoides parroti är en tvåvingeart som beskrevs av Jean-Jacques Kieffer 1922. Culicoides parroti ingår i släktet Culicoides och familjen svidknott. Inga underarter finns listade i Catalogue of Life.